# Leopold Kerscher
Leopold Kerscher (* 1. Januar 1894; † 16. März 1945 in München) war ein deutscher Schauspieler bei Bühne und Film.

## Leben und Wirken
Der Bayer Kerscher wirkte, wenngleich nur selten mit Festengagement, seit Beginn der Weimarer Republik an mehreren Münchner Bühnen wie dem Lustspielhaus und war zeitweise, gegen Ende der 1930er Jahre, auch beim Reichssender München tätig. Zum Film stieß Kercher in der Frühzeit des Nationalsozialismus, als er in zwei deutschnationalen, reaktionären Produktionen namens Stoßtrupp 1917 und Um das Menschenrecht mitwirkte. Seit den ausgehenden 1930er Jahren sah man Leopold Kerscher vor allem in kernigen Männergeschichten wie Arnold Fancks Ein Robinson und Luis Trenkers Der Feuerteufel sowie in weiß-blauen, alpinen Heimatgeschichten à la Der laufende Berg, Der Ochsenkrieg und Die Kreuzlschreiber, seinen letzten Film. Kerscher starb im März 1945 in seiner Heimatstadt München kurz vor Ende des Zweiten Weltkriegs.

## Filmografie
- 1933: Stoßtrupp 1917
- 1934: Um das Menschenrecht
- 1936: Die Jugendsünde
- 1937: Spiel auf der Tenne
- 1937: Der Schimmelkrieg in der Holledau
- 1939: Ein Robinson
- 1939: Der Feuerteufel
- 1940: Liebesschule
- 1940: Das sündige Dorf
- 1941: Der scheinheilige Florian
- 1941: Der laufende Berg
- 1941: Wetterleuchten um Barbara
- 1942: Der Ochsenkrieg
- 1943: Der kleine Grenzverkehr
- 1943/47: Jugendliebe
- 1944/50: Die Kreuzlschreiber